# 重冠紫菀
重冠紫菀（学名：Aster diplostephioides）是菊科紫菀属的植物。分布在不丹、印度、巴基斯坦、尼泊尔、锡金以及中国大陆的青海、西藏、四川、云南、甘肃等地，生长于海拔2,700米至4,600米的地区，见于高山、亚高山草地和灌丛中，目前尚未由人工引种栽培。

## 别名
大阳花（丽江土名）